# 中国人民政治协商会议第十三届全国委员会委员名单
中国人民政治协商会议第十三届全国委员会共有委员2158人，委员名单于2018年1月23日由政协第十二届全国委员会常务委员会第二十四次会议通过。。该届全国政协委员任期为2018年3月至2023年3月。

## 常务委员会组成人员

### 主席会议组成人员
- 主席：汪洋
- 副主席（24人）：张庆黎、刘奇葆、帕巴拉·格列朗杰（藏族）、董建華、万钢、何厚鏵、卢展工、王正伟（回族）、马飚（壮族）、陈晓光、梁振英、夏宝龙、杨传堂、李斌（女）、巴特尔（蒙古族）、汪永清、何立峰、苏辉（女）、郑建邦、辜胜阻、刘新成、何维、邵鸿、高云龙
- 秘书长：夏宝龙（兼，2020年5月19日後不再擔任[3]） → 李斌（2020年5月起兼）

### 常务委员（300人）
于广洲、于文明、于革胜、万建民、马正其、马有礼、马志伟（满族）、马英林、马敖·赛依提哈木扎（哈萨克族）、王红（女，满族）、王辰、王侠（女）、王绚（女）、王健、王锐、王路、王天戈、王少军、王正荣、王光谦、王伟光、王会生、王寿君、王作安、王林旭、王昌顺、王学典、王梅祥、王儒林、支建华、支树平、牛汝极、户思社、尹蔚民、甘霖（女）、石碧、石爱中、卢纯、卢柯、卢晓光（满族）、叶青、叶小钢、田惠光（女）、白庚胜（纳西族）、印红（女）、冯巩、兰云升、宁高宁、边发吉、达久木甲（彝族）、毕京京、曲凤宏、吕忠梅（女）、朱小丹、朱永新、全哲洙（朝鲜族）、刘伟（北京）、刘旭、刘恒、刘长乐、刘东生、刘卓明、刘忠范、刘晓庄、刘家强、刘新乐（蒙古族）、刘福连、刘慕仁、齐成喜、闫小培（女）、宇如聪、许仲梓、许京军、许荣茂、许健康、许家印、孙谦、孙东生、孙志军、孙思敬、杜卫、李卫、李伟、李谠（女）、李少平、李世杰、李龙熙（朝鲜族）、李冬玉（女）、李光富、李华栋、李卓彬、李和平、李金早、李朋德、李泽钜、李保东、李前光（蒙古族）、李晓安、李晓峰、李家杰、李惠东（回族）、李智勇、李稻葵、杨卫、杨健（台盟界）、杨雄、杨发明（回族）、杨伟民、杨明生、杨保建（白族）、杨维刚、杨福生（哈尼族）、连介德、吴刚（民盟界）、吴刚（特邀界）、吴晶（女）、吴为山、吴伟仁、吴志明（中共界）、吴良好、吴国华（女）、吴国祯、吴昌德、吴晓青（满族）、何力（民盟界）、何志敏、何报翔、何柱国、余国春、谷振春、沈中阳、沈德咏、宋海（满族）、宋大涵、宋纪蓉（女）、张帆、张茅、张杰、张勇、张勤、张大方、张少康、张亚忠、张兴凯、张守志、张来斌、张连起、张雨东、张泽熙、张宝顺、张桃林、张恩迪、张海迪（女）、张雪樵、张道宏、张裔炯、张震宇、陆桂华、陆福恩、阿地里江·阿吉克力木（维吾尔族）、阿沛·晋源（藏族）、陈放、陈雷、陈群、陈旗、陈世炬、陈冯富珍（女）、陈永川、陈再方、陈荣书、武献华、林安（黎族）、林建岳、林淑仪（女）、林毅夫、欧阳明高、欧阳泽华、尚勋武、尚福林、罗志军、帕松列龙庄勐（傣族）、周然、周汉民、周安达源、周忠和、周树春、周祖翼、周健民、周慕冰、郑兰荪、郑永飞、郑建闽、郑跃文、学诚、房兴耀、房建国、赵雯（女）、赵东花（女）、赵雨森、赵振铣、赵家军、郝远、胡刚、胡四一、胡国珍（女，侗族）、胡定旭、胡晓炼（女）、南存辉、修福金、侯贺华、饶子和、姜大明、姜建初、洪捷序、洪慧民、姚爱兴、贺旻（女）、秦卫江、秦博勇（女）、珠康·土登克珠（藏族）、班禅额尔德尼·确吉杰布（藏族）、袁亚湘、袁贵仁、耿惠昌、聂卫国、贾楠（女）、贾庆国、夏涛、钱克明、徐平、徐晓、徐涛、徐乐江、高峰（民建界）、高峰（宗教界）、高小玫（女）、高体健、高鸿钧、郭庚茂、郭跃进、席南华、唐云舒（瑶族）、唐英年、陶智（满族）、陶凯元（女）、桑顶·多吉帕姆·德庆曲珍（女，藏族）、黄荣、黄艳（女）、黄震、黄丹华（女）、黄丽云（女，傣族）、黄宗洪、黄润秋、黄榜泉（布依族）、黄璐瑜、曹小红（女，回族）、曹卫星、曹培玺、戚建国、常兆华、麻建国（苗族）、康耀红、梁华、梁静（女）、斯泽夫、葛红林、董恒宇、董新光、蒋平安、蒋作君、程红（女）、傅先伟、傅育宁、傅惠民、焦红（女）、舒红兵、舒晓琴（女）、温思美、谢茹（女）、谢伏瞻、谢尚果（壮族）、强卫、楼继伟、裘援平（女）、赖明、甄贞（女）、解学智、蔡威、蔡其华（女）、蔡冠深、廖泽云、谭铁牛、谭锦球、黎昌晋、潘立刚、潘碧灵（土家族）、薛卫民、穆占英、穆铁礼甫·哈斯木（维吾尔族）、磨长英（女）

## 各界别委员

### 中国共产党（99人）
于迅、于广洲、马飚（壮族）、马中平、王侠（女）、王荣、王炯、王正伟（回族）、王伟光、王儒林、支树平、毛万春、仁青加（藏族）、尹蔚民、巴特尔（蒙古族）、卢展工、叶小文、叶冬松、付志方、冯健身、吉林、朱小丹、乔传秀（女）、任亚平、全哲洙（朝鲜族）、多杰热旦（藏族）、刘伟（河南）、刘奇葆、刘晓凯（苗族）、刘福连、齐同生、江泽林、孙志军、孙思敬、杜宇新、李伟、李江（女）、李佳、李斌（女）、李智勇、李微微（女）、杨松、杨雄、杨传堂、吴志明（上海）、吴昌德、何立峰、汪洋、汪永清、沈德咏、宋大涵、张茅、张勇、张庆黎、张连珍（女）、张昌尔、张宝顺、张裔炯、陈雷、陈世炬、陈际瓦（女）、努尔兰·阿不都满金（哈萨克族）、欧阳坚（白族）、尚福林、罗正富（彝族）、罗志军、周祖翼、柯尊平、姜大明、姚增科、袁贵仁、耿惠昌、聂卫国、夏宝龙、夏德仁、徐立全、徐敬业、郭庚茂、黄建盛、黄莉新（女）、黄晓薇（女）、黄跃金、戚建国、盛茂林、崔波、崔玉英（女，藏族）、葛慧君（女）、董云虎、蒋定之、韩勇、谢伏瞻、强卫、蓝天立（壮族）、楼继伟、裘援平（女）、臧献甫、黎晓宏、潘立刚、薛延忠

### 中国国民党革命委员会（65人）
于欣伟（女）、马志伟（满族）、王红（女，满族）、王世杰、王红玲（女）、王新强、区捷（女）、孔维克、邓红（女）、卢晓光（满族）、田惠光（女）、史小红（女）、白清元、冯巩、朱新力、刘同德、刘家强、齐成喜、汤维建、杜洪印、巫家世、李玉生、李生龙、李国华、李惠东（回族）、李霭君（女）、杨伟军、杨保建（白族）、吴晶（女）、何报翔、谷振春、张兴凯、张守志、张复明、张桂平、张雪樵、陈德（满族）、陈马林、陈星莺（女）、欧阳泽华、国桂荣（女）、周世虹、郑军、郑建邦、修福金、洪佳林、姚卫海、夏涛、夏先鹏、顾福林、徐景坤、高小玫（女）、蒋平安、韩宝生、傅川、傅莉娟（女）、傅惠民、曾蓉（女）、温香彩（女）、温雪琼（女）、甄树清、蔡庆锋、熊水龙、潘明、霍卫平

### 中国民主同盟（65人）
丁梅（女）、王绚（女）、王子豪、王汝成、王维平、田刚、边发吉、邢吉华、达建文、刘文贤、刘晓庄、刘慕仁、许亚南（女）、阮诗玮、李正国、李明蓉（女）、李剑萍、李晓安、李萌娇（女）、杨云彦、杨安娣（女）、杨君武、杨维刚、吴刚（重庆）、吴为山、吴以环（女）、何力（贵州）、汪利民、汪鹏飞、宋纪蓉（女）、张力（四川）、张世珍、张来斌、张道宏、张福成、陆桂华、陈群、陈旗、陈晓光、欧阳明高、郑兰荪、郑永飞、赵雨森、赵振铣、郝际平、胡树华、俞敏洪、贾楠（女）、贾庆国、钱克明、徐彬、郭景平（女）、黄利鸣、曹卫星、康耀红、梁丽萍（女）、董恒宇、程红（女）、鲁安怀、温思美、谢卫、颜明、薛建辉、冀永强、魏世忠

### 中国民主建国会（65人）
马国湘、王欣、王舰、王一莉（女）、方光华、石玉颖、白重恩、包瑞玲（女，蒙古族）、宁崇瑞、司马红（女）、吕培榕、仰协（女）、刘长庚、刘炳江、刘惠好（女）、许玲（女）、孙洁（女）、孙太利、孙东生、孙菊生、苏华、李心（女）、李谠（女）、李文海、李世杰、李冬玉（女）、李修松、李维平、杨文龙、杨培君、吴志明（福建）、吴晓青（满族）、宋青（女）、宋海（满族）、张文彤、张明华、张树华、陈小平、陈百灵（女，满族）、陈增敬、武义青、武献华、范社岭、林浩、周汉民、郑锦春、胡可一、姜建初、洪慧民、秦博勇（女）、袁慧琴（女）、贾晓东、钱学明、高峰（云南）、郭跃进、陶桂芳（女）、梁留科、葛建团、董新光、辜胜阻、曾钫、谢商华（女）、蒙晓灵（女）、赖明勇、薛维梁

### 中国民主促进会（45人）
王伟明（女）、牛汝极、左定超、石爱中、史贻云、包安明、朱永新、朱晓进、任芳（女）、刘新成、汤建人、孙惠玲（女）、严可仕、李玛琳（女）、李和平、杨静华（女）、何志敏、张帆、张涛、张雨东、张金英（女）、张妹芝（女）、张显友、张颐武、张震宇、陈贵云、尚勋武、罗永章、罗黎辉、郑福田、胡卫、姜军、姚爱兴、贺旻（女）、栾新（女）、陶凯元（女）、黄震、董玉海、焦斌龙、鲁修禄、谢双成、雷鸣强、蔡秀军、潘碧灵（土家族）、薛康

### 中国农工民主党（45人）
于文明、于鲁明、马立群、马光瑜、王路、王正荣、王宝山、云治厚（蒙古族）、牛立文、邓蓉玲（女）、史可、戎蓉（女）、曲凤宏、刘冠贤、花亚伟、李和跃、李朋德、李思进、杨关林（锡伯族）、杨希雄、杨鸿生、何维、沈中阳、张全、张光奇、张国刚、张周平、张喆人、罗建红、周健民、孟庆才、赵进才、段青英（女）、秦海涛、徐英、高体健、郭天康、黄宝荣、蒋和生、蒋建东、焦红（女）、赖应辉、蔡威、霍学喜、戴秀英（女，回族）

### 中国致公党（30人）
万钢、马进、王大鸣（女，蒙古族）、王国海、王桂英（女）、王鹏杰、甘霖（女）、冯小明、刘珂（女）、刘卫红（女）、闫小培（女）、许怡（女）、孙诚谊、吴春梅（女）、沈国军、张玲（女）、张恩迪、陈超、郑继伟、胡旭晟、侯茂丰、夏宁（女）、顾行发、徐旭东、黄武、曹小红（女，回族）、崔仑、麻建国（苗族）、蒋作君、薛卫民

### 九三学社（45人）
马秀珍（女）、王东、王爱琴（女）、支建华、卢柯、印红（女）、过建春（女）、朱程清（女）、刘志新（满族）、刘忠范、刘新乐（蒙古族）、许进、严慧英（女）、杜德志、李彬、李云才、李华栋、李青山、李学林、余国东、张大方、张少康、张亚忠、张桃林、陈永川、邵鸿、罗家均、周岚（女）、周锋、周鸿祎、庞达、屈谦、孟安明、赵雯（女）、赵金云（女）、赵海英（女）、郝跃、胡万宁、洪捷序、骆正明、贾殿赠、黄宗洪、黄润秋、梁鸣、赖明

### 台湾民主自治同盟（20人）
王二虎、王天戈、孔令智、庄振文、刘朝霞（女）、江利平、孙昌隆、苏辉（女）、李碧影（女）、杨健、杨晓红（女）、连介德、吴国华（女）、吴国祯、张泽熙、张嘉极、郑建闽、胡军、骆沙鸣、潘新洋

### 无党派人士（65人）
万宝年、马东平（女，回族）、马学平、王宇、王晶（女）、王尚旭、王桂玲（女）、王效彤、王梅祥、邓中翰、石文先、叶小钢、印杰、邢永明、乔旭、任红、刘恒、刘聪、刘红宇（女）、宇如聪、祁志峰、许京军、许瑞生、严望佳（女）、杜卫、李卫、李秉荣、李稻葵、连玉明、吴仁彪、张骁、张萍（女）、张广东、张连起、张国俊、陈远飞（女，回族）、陈海佳、范树奎、林毅夫、周忠和、孟洛明、胡四一、相开进、钟章队、夏宇红（女）、徐涛、高鸿钧、高鹰忠、席南华、黄廉熙（女）、揭新民、董胜波、蒋颖（女）、蒋志鹏、蒋洪峰、傅道彬、舒红兵、谢红（女）、谢京（女）、谢茹（女）、蓝逢辉、甄贞（女）、廖永林、魏青松、魏定梅（女）

### 中国共产主义青年团（8人）
王阳、王锋、王义军、王学坤、宋华英（女）、陈宗、徐晓、傅振邦

### 中华全国总工会（63人）
丁小岗、王文银、王志国（满族）、王昌顺、王宜林、王美华（女）、王晓峰、石柯、冯丹龙（女）、皮剑龙、吕国泉、朱山、刘延云、刘明忠、刘起涛、江广平、许启金、孙来燕、孙承业、孙德宏、苏绍聪、李长进、李守镇、李志军、李利剑、李新民、杨玉芙、杨军日、何文波（满族）、余德辉、宋璇涛、张义光、张华荣、张茂华、张恒珍（女）、陈进行、陈纯星、陈荣书、陈锦鸣、林淑仪（女）、孟凤朝、郝振山、胡德兆、星占雄、钟正菊（女）、郜风涛、俞光耀、徐和谊（回族）、徐念沙、高彦明、唐复平、诸葛彩华（女）、常增月、崔彦勇、阎京华、董强、焦开河、舒印彪、谢正光、詹纯新、谭瑞松、潘晓燕（女）、穆占英

### 中华全国妇女联合会（67人）
丁洁（女）、王悦群（女）、车轲轶（女，满族）、邓健（女）、龙国英（女）、叶顺兴（女）、邢霞（女）、成平（女）、刘玉婉（女）、刘筱敏（女）、刘魏巍（女）、米荣（女）、江碧涛（女）、许洪玲（女）、苏洵（女）、李佳鸣（女）、杨文（女）、杨佳（女）、吴明（女）、何蓉（女）、宋治平（女）、张英（女）、张波（女）、张雪（女）、张利文（女）、张海文（女）、陈中红（女）、陈文华（女）、陈左宁（女）、陈红彦（女）、林蕙青（女）、岳泽慧（女）、周玉梅（女）、周秉建（女）、周春玲（女）、郑祎（女）、屈恩（女）、赵东花（女）、赵瑞华（女）、胡达古拉（女，蒙古族）、贺盛瑜（女）、骆芃芃（女）、袁直（女）、袁雯（女）、贾玉英（女）、柴靓（女）、徐晓兰（女）、徐睿霞（女）、高洁（女）、高亚光（女）、高佩璇、郭红霞（女）、朗杰拉措（女，藏族）、黄艳（女）、黄西勤（女）、黄燕苹（女）、崔丽（女）、崔郁（女）、彭静（女）、韩爱丽（女）、舒晓琴（女）、谢文敏（女）、雷敏（女）、解冬（女）、蔡黄玲玲（女）、臧红（女）、翟美卿（女）

### 中华全国青年联合会（28人）
马全林、马海军（回族）、王小川、王煜宇（女）、田静（女）、冯艺东、朱妍（女）、朱涛、刘屹、许礼进、李迎新（女，满族）、肖新光、吴杰庄、吴碧霞（女）、张威、张红文、阿布都克力木·艾则孜（维吾尔族）、其实、林积灿、郑春阳、施小明、敖刘全、谈剑锋、程静（女）、曾芳（女）、温涛、楼家强、霍启刚

### 中华全国工商业联合会（65人）
丁佐宏、王煜、王子华、王永庆、王志雄、王建沂、叶青、冯川建、刘劲松、刘明平、刘振东、刘强东、米恩华（回族）、安庭（蒙古族）、安润生、许仲梓、许明金、严琦（女）、苏志刚、李青（女）、李汉宇、李武章、杨正国、杨启儒（侗族）、肖凯旋、何晓勇（回族）、沃伟东、宋亚坤（女）、张健（湖南）、张锋（回族）、张松桥、张建明、张海华（女）、阿沛·晋源（藏族）、陈双（女）、陈放、陈志列、林凡儒、欧宗荣、郑跃文、赵东平、赵延庆、赵毅武、郝远、南存辉、袁亚非、莫天全、钱颖一、徐乐江、徐明非、高云龙、涂建华、黄立、黄荣、常兆华、梁伟、梁静（女）、景柱、喻顶成、温显来、雷元江、黎四龙、黎昌晋、燕瑛（女）、磨长英（女）

### 中国科学技术协会（43人）
王玉鹏、王永良、王光谦、王先进、尹浩、包为民、冯守华、刘玉村、刘振宇（科协）、汤搏、孙俊青（女）、李洪、李志强、杨卫、杨长风、宋君强、张杰、张勤、张改平、张忠阳、张柏春、陈钢、陈赛娟（女）、易建强、周然、周伟江、赵小津、钟志华、饶子和、施一公、姜静波、袁亚湘、夏长亮、徐世杰、徐茂波、徐惠彬、曹阿民、曹雪涛、童国华、蔡晓红（女）、樊杰、樊邦奎、潘建伟

### 中华全国台湾同胞联谊会（14人）
江尔雄（女）、李大壮、杨毅周、肖燚、张百良、陈建华（女，高山族）、林娜（女）、郑平、姚志胜、凌友诗（女）、高峰（北京）、黄兰茜（女）、曾鲁台、颜珂（女）

### 中华全国归国华侨联合会（27人）
丁时勇、王济光、朱世增、朱奕龙、庄绍绥、刘以勤（女）、严彬、李胥、李卓彬、沈敏（女）、陈式海、陈怡霓（女）、邵旭军（女）、林定强、和向红（女，纳西族）、郑鈜、荣洋、洪明基、徐西鹏、高杰、黄楚基、康晓萍（女）、梁树森、舒心、谢文·根多（藏族）、谢良志、魏英杰

### 文化艺术界（122人）
丁伟、丁元竹、马浩文、马萧林、王丹、王苏（女）、王珂、王勇、王亚民、王丽萍（女）、王林旭、王建国、王春法、王黎光、扎西达娃（藏族）、牛克成、尹力、龙倩（女）、卢永琇（女）、卢禹舜、田沁鑫（女）、田黎明、白水清、冯远、冯小刚、冯远征、吉平（蒙古族）、巩汉林、成龙、吕成龙、吕逸涛、吕章申、吕焕斌、朱乐耕、刘广、刘万鸣、刘小东、刘月宁（女）、刘玉珠、刘莉沙（女）、刘家成、关峡（满族）、安来顺、许江、许鸿飞、李梅（女）、李瑛（女）、李翔、李心草、李国兴、李前光（蒙古族）、李掖平（女）、杨赤、杨晓阳、吴文科、吴洪亮、余隆、辛丽丽（女）、宋华平、迟小秋（女）、迟子建（女）、张显、张继、张斌、张文光、张光北、张庆山、张凯丽（女）、张建国（文化部）、陈力（女）、陈洪武、陈崎嵘、邰丽华（女）、范稳、范小青（女）、范迪安、茅善玉（女）、迪丽娜尔·阿布拉（女，维吾尔族）、金萍（女，回族）、周予援、周建平（江苏）、郑晓龙、宗庸卓玛（女，藏族）、孟广禄、赵卫（白族）、赵大鸣、赵宝刚、哈斯塔娜（女，蒙古族）、侯光明、勉冲·罗布斯达（藏族）、姜克美（女）、姚珏（女）、贺云翱、耿东升、栗桂莲（女）、夏潮、徐里、徐丽桥（女）、徐利明、奚美娟（女）、高满堂、郭瓦·加毛吉（女，藏族）、郭运德、席强、戚建波、盛小云（女）、阎晶明、彭家鹏、董园园（女）、董希源、董耀鹏、韩新安、景喜猷、曾成钢、登巴大吉（藏族）、熊召政、潘路、潘鲁生、薛亮、霍建起、魏松（满族）、籍薇（女）

### 科学技术界（112人）
丁奎岭、万钢（核工业）、王权、王坚、王琛、王小民、王元青、王志良、王松灵、王春儒（蒙古族）、王翠坤（女）、王黎明、卞修武、方向、方精云、石碧、龙长兴、叶友达、冯远（女）、冯煜芳、曲伟、朱日祥、朱俊强、刘旭、刘强、刘中民、刘仓理、刘丛强、江桂斌、许波、许强、许瑞明、孙朝晖、苏权科、李灿、李陟、李小军、李子颖、李克明、李俊全、李琳梅（女）、李景虹（蒙古族）、杨元喜、杨孟飞、吴季、吴一戎、吴世忠（苗族）、吴伟仁、吴希明、何力（中科院）、何琳、何广顺、何建华、何满潮、沈南鹏、张东俊、张明森、张金红（女）、张格明、张新民、张德兴、张德清、陈祥宝、武向平、罗琦、周向宇、周建平（军队）、周剑平（甘肃）、周桐宇（女）、周群飞（女）、郑裕国、孟丹、赵宇亮、赵红卫（女）、赵瑞峰、段旭如、侯一筠、施宗伟、姜杰（女）、祝学军（女）、姚檀栋、袁志明、贾德昌、顾明、钱天林、徐平、徐述、徐波、徐星、奚国富、高铭（女）、高宗余、郭华东、唐长红、陶智（满族）、黄力、黄雪鹰（女，蒙古族）、曹健林、龚新高、崔向群（女）、阎锡蕴（女）、蒋兴伟、韩珺礼、程仕鹏、童金南、曾毓群、温立新、谢建新、蓝闽波、蔡荣根、臧继辉、薛勇彪

### 社会科学界（68人）
丁金宏、王卫星、王世明、王光贤、王灿龙、王学典、王震中、牛占华、邓纯东、叶洲、巩富文、毕飞宇、吕世光、吕红兵、吕忠梅（女）、朱征夫、刘宁（女）、刘杰、刘振宇（司法部）、安七一、孙谦、孙庆聚、李颖（女）、李大进、李少平、李保平、杨克勤、吴玉良、吴德刚、何天谷、余兴安、迟日大、张季、张风雷、张宇燕、张利荣、张宏志、张述元、张树军、张星星、张顺洪、陈霞（女）、陈惠丰、陈智敏、罗宗毅、周仲飞、郑秉文、孟庆丰、赵大程、赵长茂、郝赤勇、俞金尧、姜伟、袁靖、袁爱平、徐洪刚、徐海斌、高培勇、黄宪起、黄浩涛、曹义孙、章义和、韩庆祥、舒启明、谢阳举、裴长洪、樊绪银、戴红兵

### 经济界（130人）
丁向阳、万敏、马珺（女）、马正其、马永生、王茜（女）、王滨、王一鸣、王会生、王寿君、王明弹、王银香（女）、牛锡明、石刚、石磊、卢山、卢纯、卢春房、田建华、史耀斌、付建华、兰云升、宁高宁、吕子军、朱定真、全生明、刘伟（北京）、刘伟（广东）、刘旗、刘世锦、刘永好、刘利华、刘尚希、刘绍勇、刘雅煌、江浩然、许宪平、许家印、孙瑞标、孙毅彪、芮晓武、杜江涛、李一（蒙古族）、李国、李健、李三旗、李永林、李金早、李建红、李香菊（女）、李彦宏、李晓鹏、杨成长、杨伟民、杨明生、杨建平（供销总社）、杨德才、束昱辉、肖钢、吴培冠、谷树忠、邹磊、宋鑫、张力（香港）、张劲、张野、张云勇、张少明、张水波、张占斌、张立辉、张志勇、张懿宸、陈小澎、陈义兴、陈雨露、陈修言、陈晓红（女）、陈倩雯（女）、武钢、范小云（女）、林益彬、竺延风、金李、金鹏辉（回族）、周勇、周强、周延礼、郑之杰、赵松（女，满族）、胡晓炼（女）、柯希平、钟茂初、侯建民、昝宝石、姜洋、秦荣生、夏飞、徐葵君（女）、徐福顺、殷兴山、奚国华、凌文、高迎欣、高建平、高选民、高融昆、郭孔丞、涂辉龙、悦仲林、黄小峰、黄丹华（女）、黄玉治、黄志祥、曹志安、曹培玺、常振明、崔志雄、阎峰、梁永岑、屠光绍、斯泽夫、葛华勇、葛红林、韩沂、傅育宁、傅勇林、窦荣兴、管学斌、薛光林（回族）

### 农业界（67人）
丁贵杰、万建民、马传喜、马忠明、王静（女）、王召明（蒙古族）、王明珠（女）、尼玛扎西（藏族）、朱水芳、廷·巴特尔（蒙古族）、乔晓玲（女，满族）、仲志余、任勇、刘昕、刘木华、刘凤之、刘东生、刘均刚、刘俊来、刘雅鸣（女）、羊风极（黎族）、麦康森、严之尧、李武、李恺（女）、李天来、李成贵、李原园、杨汭、杨玉成、杨忠岐、肖仲凯、吴德、何一心、余欣荣、余留芬（女）、闵庆文、宋丰强、张洪、张兴赢、张建龙、陈化兰（女）、陈利顶、陈晓华、陈萌山、陈彩虹（女）、范国强、易露茜（女）、周剑平（北京）、周慕冰、赵庆丰（女）、胡汉平、种康、柴强、徐大勇、徐建国、高波、唐俊杰（女）、曹晓风（女）、谌爱东、葛全胜、蒋齐、解学智、蔡其华（女）、蔡金钗、臧安民、潘元松

### 教育界（108人）
卜显和、马景林、王欢（女）、王锐、王璞、王璟、王本朝、王训练、王复明、王晓萍（女）、王涌天、王雪华、王雪梅（女）、王焰新、扎西（藏族）、方明、邓文基、古丽帕丽·阿不都拉（女，维吾尔族）、丛兵、匡光力、朱之文、朱志远、刘林、刘焱（女）、刘三阳、刘占芳、刘仲奎、刘利民、刘昌俊、刘春平、孙宝国、严纯华、杜惠平、李有毅（女）、李向玉、李言荣、李胜堆、李美华（女）、李晓明、李象群（满族）、杨华勇、杨承志、杨振斌、杨晓慧（回族）、吴智深、吴德伟、何延政、汪小帆、沈开举、宋纯鹏、张炜、张仁良、张凤宝、张玉清、张立萍（女）、张金成、张京泽、张政文、陈来、陈卓禧、陈春声、林忠钦、罗卫东、周旬、周晔（女，满族）、赵继、赵长禄、赵进东、赵跃宇、郝万禄、胡仲军、柳茹（女）、施大宁、施卫东、姜鲁鸣、姜耀东、祝连庆、贺强（满族）、顾祥林、钱锋、钱立志、倪闽景、殷福星、高志标、郭长刚、唐江澎、黄晓娟（女）、梅国平、龚胜生、盛颂恩、崔田、笪良龙、康乐、韩平、韩鲁佳（女）、程永波、程建平、程裕东、鲁昕（女）、鲁明、鲁晓明、曾勇、谢尚果（壮族）、满开宏（回族）、蔡国伟、潘惠丽（女）、戴铭、戴立益

### 体育界（21人）
王励勤、王艳霞（女）、王恋英（女）、卞志良、冯建中、池建、杜丽（女）、李颖川、杨扬（女）、杨振河、邹凯、沈瑾（满族）、张健（体育总局）、林大辉、金泳德、胡扬、胡文新、姚明、谢敏豪、管健民、樊庆斌

### 新闻出版界（44人）
丁磊、于殿利、万捷、王奕、王秀军（女）、王茂虎（回族）、王树成、石汉基、田进、史领空、白岩松（蒙古族）、冯丹藜（女）、池慧（女）、孙寿山、孙宝林、李学梅（女）、吴旭洋、吴尚之、宋合意、张政、张小影（女）、张自成、张志刚、张首映、林阳、金永伟、周树春、赵东亮、胡孝汉、贾高建、郭卫民、郭媛媛（女）、海霞（女，回族）、黄玲（女）、阎晓宏、阎晓明、韩敬群、鲁景超（女）、童刚、曾庆军、温能汉、谭跃、潘凯雄、魏玉山

### 医药卫生界（90人）
于圣臣、马骏（女）、马建中、王水、王阶、王辰、王岩、王宜（女，满族）、王大明、王宁利、王建业、王贵齐、方来英、卢江（女）、卢传坚（女）、边惠洁（女）、邢更彦、邢念增、朱同玉、安阿玥（回族）、孙咸泽、孙铁英（女，满族）、杜丽群（女，壮族）、李萍（女）、李冬晶（女）、李兆申、李秀华（女）、李国栋、李国勤、杨宇飞（女）、杨杰孚、杨爱明、肖苒（女）、肖新月（女）、吴浩、吴焕淦、吴德沛、张澍、张其成、张俊廷、张洪春、陈敏、陈薇（女）、陈义汉、陈本善、陈仲强、陈红专、林野、林绍彬、尚红（女）、季加孚、岳秉飞、赵家军、赵铱民、胡刚、胡豫、胡定旭、胡盛寿、段树民、侯建明、饶克勤、姜玉新、姚树坤、秦叔逵、敖虎山（蒙古族）、夏照帆（女）、顾瑛（女）、顾建文、徐凤芹（女）、徐丛剑、徐自强、徐安龙、凌锋（女）、高福、高永文、唐旭东、黄宇光、黄爱龙、黄璐琦、章晓联（女）、葛均波、董瑞、董小平、蒋健、韩清华（女）、韩雅玲（女）、鲁友明、谢良地、谢俊明、霍勇

### 对外友好界（42人）
乙先、王众一、王连君、户思社、孔泉、孔铉佑（朝鲜族）、叶大波、曲星、吕滨、任启亮、刘显忠、刘洪才、孙文清、李保东、李惠来、李瑞宇、杨光斌、杨朝明、杨燕怡（女）、邱小琪、宋敬武、张明、张博（女）、张建国（人社部）、陈众议、季志业、金学锋、周力、房爱卿、赵梅（女）、顾犇、顾学明、徐绿平（女）、徐善宝、高洪、高燕（女）、黄平、黄绮（女）、章启月（女）、韩方明、慈国巍、魏海生

### 社会福利和社会保障界（36人）
于革胜、上官新晨、王琼（女）、王正伟、王均金、王海京、王培安、文振富、龙墨（女）、卢绍杰、边巴（女，藏族）、地力夏提·亚克甫（维吾尔族）、朱吉满、朱建民、刘卫昌、孙力斌、李庆忠、吴凡（女）、何伟、张巧利（女）、张丽莉（女）、张海迪（女）、陈伟忠、杭元祥、罗玉平、费薇（女）、莫荣（苗族）、顾朝曦、凌振国、高晓笛（女）、益西达瓦（藏族）、诺敏（女，蒙古族）、黄改荣（女）、曹晖、梁满林、傅军

### 少数民族界（103人）
丁秀花（女，怒族）、马露（女，回族）、马邦河（保安族）、马旭林（东乡族）、马宗保（回族）、马敖·赛依提哈木扎（哈萨克族）、王红红（女，回族）、王建明（羌族）、王能军（仡佬族）、韦震玲（女，毛南族）、尹璐（女，满族）、巴合达吾列提（乌孜别克族）、巴德玛拉（蒙古族）、玉克赛克·西加艾提（塔吉克族）、艾乃提·吾买尔（维吾尔族）、石红（女，土家族）、甲热·洛桑丹增（藏族）、白庚胜（纳西族）、尔孜规·阿优夫（女，维吾尔族）、边巴拉姆（女，藏族）、朴英（女，朝鲜族）、权贞子（女，朝鲜族）、达久木甲（彝族）、达扎·尕让托布旦拉西降措（藏族）、伊尔扎提·扎达（塔塔尔族）、多央娜姆（女，藏族）、刘颖（女，白族）、刘红光（回族）、刘晓梅（女，蒙古族）、关天罡（女，满族）、关芳芳（女，锡伯族）、约尔古丽·加帕尔（女，柯尔克孜族）、贡扎曲旺（藏族）、贡觉曲珍（女，珞巴族）、杜明燕（女，鄂温克族）、李健（侗族）、李友祥（独龙族）、李龙熙（朝鲜族）、李东浩（朝鲜族）、李贤玉（女，朝鲜族）、李明星（朝鲜族）、李莉娟（女，土族）、杨洋（女，彝族）、杨艳（女，德昂族）、杨远艳（女，京族）、杨福生（哈尼族）、何庆（女，景颇族）、何春（女，拉祜族）、余文良（傈僳族）、怀利敏（女，蒙古族）、张敏（女，布朗族）、阿拉坦仓（蒙古族）、阿荔惠（女，鄂伦春族）、青觉（土族）、林安（黎族）、欧彦伶（女，仫佬族）、咏梅（女，蒙古族）、罗春梅（女，彝族）、罗黎明（壮族）、图登克珠（藏族）、金花（女，蒙古族）、金宪（朝鲜族）、金智新（满族）、金群华（回族）、郑大发（土家族）、孟宪明（回族）、赵玫（女，满族）、茸芭莘那（女，普米族）、胡国珍（女，侗族）、钟瑛（女，白族）、香根·巴登多吉（藏族）、段丽元（白族）、段明龙（阿昌族）、侯桂芬（女，苗族）、洪洋（回族）、洛桑山丹（藏族）、贺丹（女，土家族）、贺颖春（女，裕固族）、格桑罗布（藏族）、晓敏（女，蒙古族）、徐忠富（满族）、郭文圣（回族）、郭继孚（满族）、唐云舒（瑶族）、资艳萍（女，基诺族）、桑杰扎巴（门巴族）、黄丽云（女，傣族）、黄家培（彝族）、黄榜泉（布依族）、鄂义太（蒙古族）、鄂晓梅（女，达斡尔族）、梁琰（女，壮族）、梁映华（女，壮族）、斯朗尼玛（藏族）、韩文林（撒拉族）、傅刚（赫哲族）、蒙启良（苗族）、雷迅（畲族）、雷后兴（畲族）、虞梅（女，俄罗斯族）、潘晓慧（女，水族）、穆铁礼甫·哈斯木（维吾尔族）、魏艺红（女，佤族）

### 宗教界（67人）
马文云（东乡族）、马英林、马跃祥（回族）、王文杰（回族）、王树理（回族）、王跃胜、仁青安杰（藏族）、心澄、东宝仲巴（藏族）、代俊峰（回族）、印乐、印顺、吉宏忠、刘元龙、李山、李光富、杨杰（回族）、杨万里（回族）、杨发明（回族）、吴巍、吴建林、沈斌、沈学彬、张凤林、张克运、张诚达、阿地里江·阿吉克力木（维吾尔族）、妙江、拉巴（藏族）、直贡穷仓·洛桑强巴（藏族）、帕巴拉·格列朗杰（藏族）、帕松列龙庄勐（傣族）、金宏伟（回族）、学诚、宗性、房兴耀、孟青录、胡诚林、胡雪峰（蒙古族）、洛卓加措（藏族）、珠康·土登克珠（藏族）、班禅额尔德尼·确吉杰布（藏族）、徐晓鸿、高峰、郭莽仓·罗藏宗哲加措（藏族）、唐诚青、桑吉·嘉措（蒙古族）、桑顶·多吉帕姆·德庆曲珍（女，藏族）、黄至安（女）、黄信阳、梁明、董沛文、策墨林·单增赤列（藏族）、傅先伟、释崇化、释普法、道慈、湛如、谢荣增、靳云鹏、赖保荣、雷世银、詹思禄、阚保平、慧明、潘兴旺、穆可发（回族）

### 特邀香港人士（125人）
王力平、王冬胜、王亚南、王国强、王明凡、王明洋、王䓪鸣（女）、王贵国、王惠贞（女）、区永熙、方文雄、孔令成、邓日燊、邓竟成、邓清河、龙子明、卢业樑、卢伟国、叶建明、邝保罗、冯华健、吕耀东、朱铭泉、朱鼎健、刘与量、刘长乐、刘业强、刘炳章、江达可、江碧彤、许汉忠、许荣茂、孙少文、纪海鹏、苏长荣、李山、李小加、李子良、李月华（女）、李文俊、李民斌、李伟斌、李贤义、李泽钜、李家杰、李家祥、李惠森、李慧琼（女）、杨勋、杨志红（女，回族）、杨国强、杨建文、杨绍信、杨莉珊（女）、吴良好、吴换炎、邱达昌、何柱国、佘德聪、余国春、沈冲、张华峰、张国荣、张学修、陈冯富珍（女）、陈仲尼、陈红天、陈清霞（女）、陈新滋、林建岳、林健锋、易志明、周永健、周安达源、周厚立、孟丽红（女）、胡汉清、胡经昌、胡剑江、钟瑞明、施荣怀、施清流、施维雄、姜在忠、高敬德、郭炳联、唐伟章、唐英年、容永祺、黄国、黄少康、黄兰发、黄华康、黄若虹、黄英豪、黄敏利、黄楚标、黄锦辉、黄毅辉、曹其东、龚永德、龚俊龙、梁志祥、梁君彦、梁亮胜、梁振英、梁高美懿（女）、屠海鸣、彭长纬、董吴玲玲（女）、董建华、释宽运（蒙古族）、曾伟雄、曾智明、谢伟铨、简松年、詹洪良、蔡加讚、蔡冠深、谭铁牛、谭锦球、黎栋国、潘苏通、戴希立、魏明德（回族）

### 特邀澳门人士（29人）
马有礼、卢伟硕、许健康、孙恩光、吴志良、吴培娟（女）、何厚铧、何润生、何富强、何猷龙、张裕、张明星、张宗真、陈虹（女）、陈明金、欧安利、周锦辉、柯岚（女）、钟小健、贺定一（女）、黄如楷、黄显辉、萧德雄、崔世昌、梁华、梁励（女）、梁少培、傅铁生、廖泽云

### 特别邀请人士（136人）
于守国、马廷礼（回族）、王健、王少军、王世元、王过中、王作安、王启尧、王春峰、王秦丰、王莉霞（女，蒙古族）、王晓龙、王燕文（女）、韦昌进、公保扎西（藏族）、孔星隆、邓声明、邓宗良、旦科（藏族）、田杰、田向利（女）、史衍良、冉万祥、白尚成（回族）、尔肯江·吐拉洪（维吾尔族）、邢书成、邢善萍（女）、西西玛（藏族）、毕京京、曲新勇、吕虹（女）、朱永和、朱新胜、刘华、刘莉（女）、刘以安、刘卓明、刘佳义、刘庚群、刘建新、刘彦平、刘悦伦、刘跃进、齐静（女）、江勇西绕（藏族）、孙守刚、纪晓飞、苏军、苏波、李明、李静（女）、李熙、李仲彬、李明华、李宝荣、李晓全、李晓峰、杨宁（女，白族）、杨军、杨健（香港）、杨小波、杨书兵、杨戌标、杨传松、杨利伟、杨建平（香港）、吴刚（军队）、岑旭、何成钢、何建中、冷杰松、沙军、宋建朝、张健（福建）、张辉、张晓光（满族）、张道发、张韵声、张德霖、陆福恩、陈东、陈冬、陈军、陈元丰、陈再方、陈兴超、陈改户、陈显国、范继英（女）、林武、林智敏（女）、岳世鑫、岳华峰、周新建、郑钢淼、房建国、孟宏伟、胡曙光、段余应、侯贺华、弯海川、施小琳（女）、姜平、姜锋、姜国文、秦卫江、贾晓炜、徐代银、殷晓静（女）、高志立、郭春富、唐朝、桑福华、黄兰香（女）、黄先耀、常大光、常荣军、常信民、崔昌军、彭勇、董经纬、韩东太（满族）、傅建国、曾志权、雷杰（女）、雷春美（女，畲族）、廉毅敏、綦远方（女）、管培俊、谭清泉、熊建平、黎国如、潘家玮、冀国强、戴北方、戴均良

## 委员变动情况
- 增补：刘晓冰、陈因[4]、宋秀岩[5]、张效廉[6]、王民、尹宗华、邹晓东[7]、黄树贤[8]、邱学强、傅政华[9]、毕井泉、苗圩、胡泽君、梁晔、雒树刚[10]、王尔乘、李宝善、蔡名照、邓小清、刘永富、李玉赋、张敬安、欧青平、钟山、鄂竟平、韩长赋[11]、王晓东、王京清、邹加怡、陈宝生、袁曙宏、钱小芊[12]、宁吉喆、尚勇、胡纪源、蒋建国[13]、马建堂、冯正霖、何平、宋涛、张纪南、聂辰席、隋青[14]、王伟、刘慧、许又声、苟仲文、黄明[15]、刘结一[16]
- 撤销资格：曾志权[5]、孟宏伟[17]、束昱辉[7]、阿布都克力木·艾则孜[18]、姜国文[8]、沈中阳[9]、李金早[10]、张金红[11]、傅政华、窦荣兴、郑跃文、王滨、王鹏杰、韩沂、魏艺红[13]、沈德咏、于鲁明、刘彦平[14]、李佳[15]、钱立志[19]
- 辞职：史耀斌[4]、学诚、杜江涛[6]、殷福星[7]、池建[20]、刘强东[8]、相开进、臧红[9]、蓝天立、郝远[11]、刘华、陈放[12]、朱吉满[16]
- 车祸遇难：尼玛扎西
- 因病逝世：徐世杰、侯建民、傅先伟、杨雄、薛康